# Nuevo Jerusalén (Huancabamba)
Nuevo Jerusalén es una localidad peruana ubicada en el distrito de Huarmaca, perteneciente a la provincia de Huancabamba del departamento de Piura, al norte del Perú. 

## Ubicación
Nuevo Jerusalén se ubica al oeste de la provincia de Huancabamba, en el distrito de Huarmaca, en el departamento de Piura.

## Demografía
En 2017 Nuevo Jerusalén tenía una población de 31 habitantes.